# Добруш (станция)
До́бруш (бел. До́бруш) — станция Гомельского отделения Белорусской железной дороги в Добрушском районе Гомельской области Беларуси, на линии Гомель — Закопытье. Расположена в городе Добруше.

## Описание
Имеются подъездные пути к бумажной и фарфоровой фабрикам. Подъездные пути обслуживаются тепловозом ТГК2 — 7776.
Пригородное сообщение с Гомелем осуществляют 4 пары дизель-поездов в день (+ 2 пары дополнительных).

## Остановочные пункты
| Предыдущая станция | Белорусская железная дорога | Следующая станция |
| ------------------ | --------------------------- | ----------------- |
| Закопытье          | Дубецкий — Новобелицкая     | Дударево          |

## Дальнее сообщение
| № поезда | Маршрут движения         | № поезда | Маршрут движения         |
| -------- | ------------------------ | -------- | ------------------------ |
| 67       | Саратов — Брест          | 68       | Брест — Саратов          |
| 75       | Москва — Гомель          | 76       | Гомель — Москва          |
| 149      | Минеральные Воды — Минск | 150      | Минск — Минеральные Воды |
| 301      | Адлер — Минск            | 302      | Минск — Адлер            |
| 389      | Анапа — Минск            | 390      | Минск — Анапа            |